# Steve Vigil
Steve Vigil, egentligen Stephen Allen Vigil, född 14 september 1952 i Los Angeles, död 27 maj 1997 i Port Huron i Michigan, var en amerikansk scenartist, som hösten 1975 i kabarén AlexCab framförde några av Sveriges första dragnummer på Alexandra Charles' nattklubb Alexandra i Stockholm. 
Vigil spelade senare i huvudrollen som Maria i showen Wild side story upp på samma scen i januari 1976. och sedan Bernardo i en uppsättning i Los Angeles under åren 1977–1980 på Flama Latina, Plaza och Osko's.